# كيت كيثنيس
كيت كيثنيس اسكتلندية. تشغل منصب الرئيس الحالي للاتحاد الدولي للكرلنغ.

## السيرة المهنية
بدأت كيثنيس في لعبة الكرلنغ في الثمانينيات من القرن الماضي، حيث كانت تلعب في نادي رويال كالدونيان للكرلنغ. من 1997 إلى 1998، شغلت منصب رئيس فرع السيدات بالنادي، ثم مثلت النادي في الاتحاد الدولي للكرلنغ. في الاتحاد الدولي للكرلنغ، روجت كيثنس للكرلنغ على الكراسي المتحركة، مما ساعد في جعلها رياضة بارالمبية في عام 2006 في تورينو.
عملت كيثنيس في لجنة إدارة المجلس الرياضي للجنة البارالمبية الدولية من 2005 إلى 2009، وفي لجنة الألعاب البارالمبية من 2006 إلى 2009.
في عام 2006، تم انتخاب كيثنيس نائبًا للرئيس، وفي عام 2010 رئيسًا للاتحاد الدولي للكرلنغ. وهي أول سيدة تتولى رئاسة الاتحاد الدولي للكرلنغ، وكذلك أول رئيسة لأي اتحاد أولمبي للرياضات الشتوية.
في 29 كانون الأول/ديسمبر 2012، مُنحت كيت كيثنيس شرف OBE (ضابط الوسام الأكثر تميزًا في الإمبراطورية البريطانية) لخدماتها في رياضة الكرلنغ ورياضة الإعاقة الدولية. تم تقديمها لها من قبل جلالة الملكة إليزابيث الثانية في حفل أقيم في إدنبرة، إسكتلندا.
وفي حديثها عن الجائزة، قالت كيثنس: «أنا سعيدة للغاية ومبتهجة. إنه لشرف عظيم وتقدير رائع لرياضة الكرلنغ وكرلنغ على كرسي متحرك وجميع المشاركين في لعب هذه الرياضة وتطويرها».
تم تعيينها كقائد وسام الإمبراطورية البريطانية في العام الجديد 2019 مع مرتبة الشرف لخدماتها في الرياضة.

## نمو لعبة الكرلنغ
في مقابلة في Edmonton Sun ، تحدثت كيثنس عن نمو الكرلنغ
"أصبحت لعبة الكرلنغ الرياضة الأسرع نموًا في العالم ولست متأكدة من أن معظم الكنديين يدركون هذه الحقيقة. نحن معروفون على نطاق واسع أن هذا هو الحال. ليس هناك شك في أن الألعاب الأولمبية الشتوية قد سلطت الضوء على لعبة الكرلنغ. وكانت فانكوفر هي منصة الإطلاق. فانكوفر حيث أصبحنا رياضة مثيرة. كانت فانكوفر ضخمة. لقد أسر خيال الجميع ".".
قال كيثنس: "لا تزال الألعاب الأولمبية والتلفزيون يعطينا نافذتنا على العالم". "وفتحته فانكوفر كما لو لم يتم فتحه من قبل. التلفزيون يجلب التركيز ويسلط الضوء على رياضتنا وقد بدأ ذلك منذ Nagano '98 عندما تم تأجيل كل أحداث التزلج هذه بسبب الطقس وذهبوا إلى لعبة الكرلنغ بدلاً من ذلك
"في فانكوفر، كان لدينا 1125 ساعة من البث في 35 منطقة بما في ذلك أوروبا، حيث لدينا 38 اتحادًا عضوًا كواحد. وسيكون لدينا المزيد من الساعات والمزيد من البلدان من سوتشي 2014.
"في فانكوفر، أصبحت لعبة الكرلنغ ثالث أكثر الرياضات مشاهدة على مستوى العالم في الألعاب الأولمبية.
"في البرازيل كانت الرياضة الأكثر مشاهدة. تخيل ذلك. في البرازيل. رقم 1. ليس لدينا أي فكرة عن كيفية حدوث ذلك، لكنهم وقعوا في حبه.
"شاهد 22 مليون شخص في المتوسط دقيقة من لعبة الكرلنغ من فانكوفر. متوسط الدقيقة! اثنان وعشرون مليونا! في اليابان كان العدد ستة ملايين فقط.
"من الألعاب الأولمبية إلى الألعاب الأولمبية من فانكوفر إلى سوتشي، كان الأمر مجنونًا.
"هناك الآن 24 دولة جديدة في لعبة الكرلنغ منذ فانكوفر.
«منغوليا!» قالت عن أحدهم.
نحن الآن نذهب إلى أمريكا الجنوبية والشرق الأوسط. لقد انطلقت الولايات المتحدة بالفعل. إنهم عملاقنا النائم ".
«والصين. . . أعتقد أن ما تحبه الصين هو أنها لعبة شطرنج على الجليد».
"يبدو الأمر كما لو أننا في عام 2009 أخذنا بطولة العالم للسيدات إلى جانجنيونج، كوريا حيث ستقام دورة الألعاب الأولمبية الشتوية لعام 2018. كانت مباراة السويد ضد الصين في المباراة النهائية وجذبت 65 مليون مشاهد في جميع أنحاء العالم.
«في أي وقت يمكنك أن تجعل 65 مليون شخص حول العالم يشاهدون أي شيء مباشر وهذا عدد لا يصدق من المشاهدين.»

## ماذا جاء عنها في الموقع الرسمي للاتحاد الدولي للكرلنغ
رئيس
تم انتخاب كيت كيثنيس CBE ، من اسكتلندا، كرئيسة للاتحاد العالمي للكرلنج في نيسان/أبريل 2010. وهي أول سيدة تتولى رئاسة الاتحاد العالمي للكرلنج وأول امرأة تتولى رئاسة اتحاد الرياضات الشتوية الأولمبية.
من عام 2005 إلى عام 2009، تم انتخاب كيثنيس لعضوية لجنة إدارة المجلس الرياضي المكونة من خمسة أشخاص التابعة للجنة البارالمبية الدولية، ومن عام 2006 إلى عام 2009 عملت في لجنة الألعاب البارالمبية.
تم انتخابها نائبة لرئيس الاتحاد العالمي للكرلنج في عام 2006 وشغلت منصبين لمدة عامين في عهد الرئيس السابق ليس هاريسون.
في مارس 2011، تم تعيين كيثنيس في لجنة البرنامج الأولمبي المسؤولة عن مراجعة وتحليل برنامج الرياضة والتخصصات والأحداث، بالإضافة إلى عدد الرياضيين في كل رياضة، لدورة الألعاب الأولمبية الصيفية والشتوية.
في أبريل 2012، أعيد انتخاب كيثنيس، دون معارضة، لمنصب رئيس الاتحاد الدولي للكرلنغ لمدة عامين آخرين. لم يكن لها معارضة مرة أخرى في عام 2014 حيث أعيد انتخابها لفترة أخرى مدتها أربع سنوات في World Curling Congress في رينو بالولايات المتحدة. في عام 2018، ترشحت مرة أخرى لولاية أخيرة مدتها أربع سنوات وانتُخبت بالإجماع في الكونغرس في بودابست، المجر.
في عام 2016، تم انتخاب كيثنيس لعضوية لجنة التنسيق التابعة للجنة الأولمبية الدولية لدورة الألعاب الأولمبية الشتوية في بكين 2022 وفي المجلس المشكل حديثًا للرابطة العالمية للاتحادات الرياضية الدولية (GAISF). وهي أيضًا حاكمًا لرابطة ألعاب الماجستير الدولية وأستاذة فخرية في جامعة بكين الرياضية - تعمل كيثنيس أيضًا كعميد كلية الكرلنغ داخل الجامعة.
تم منح كيثنيس شرف OBE (ضابط أفضل وسام الإمبراطورية البريطانية) من قبل الملكة إليزابيث الثانية في عام 2013 لخدمات الكرلنغ ورياضة الإعاقة الدولية. ثم، في قائمة الشرف للعام الجديد 2019، أصبحت CBE - قائد النظام الأكثر تميزًا في الإمبراطورية البريطانية - لخدمات الرياضة.